# V550 Возничего
V550 Возничего (лат. V550 Aurigae) — одиночная переменная звезда в созвездии Возничего на расстоянии приблизительно 4130 световых лет (около 1266 парсеков) от Солнца. Видимая звёздная величина звезды — от +13,08m до +13,01m.

## Характеристики
V550 Возничего — жёлто-белая пульсирующая переменная звезда типа Дельты Щита (DSCTC) спектрального класса F. Радиус — около 2,52 солнечных, светимость — около 8,253 солнечных. Эффективная температура — около 6167 K.